# کنوانسیون آمریکایی حقوق بشر برای جلوگیری از مجازات شکنجه
کنوانسیون آمریکایی حقوق بشر برای جلوگیری از مجازات شکنجه (انگلیسی: Inter-American Convention to Prevent and Punish Torture) (IACPPT) یک ابزار حقوق بشر بین‌الملل است که در سال ۱۹۸۵ توسط سازمان کشورهای آمریکایی با هدف جلوگیری از شکنجه و سایر فعالیتهای مشابه ایجاد شد.
دستورالعمل‌های کنوانسیون آمریکایی حقوق بشر در ۲۸ فوریه ۱۹۸۷ لازم‌الاجرا گردید و از سال ۲۰۱۳، ۱۸ کشور آن را امضا کردند و علاوه براین دو کشور دیگر نیز امضا کردند اما هنوز به تصویب نرسیده است.
کنوانسیون آمریکایی حقوق بشر موضوع شکنجه را گسترده‌تر از کنوانسیون ملل متحد علیه شکنجه تعریف می‌کند: «به‌کارگیری شیوه‌هایی که به ترور شخصیت افراد می‌پردازد بطوریکه از ظرفیت‌های جسمی یا روحی فرد کاسته شود. حتی اگر به لحاظ فیزیکی منجر به درد جسمی یا درد روانی نشوند.» این کنوانسیون یکی از مجموعه معاهده‌های OAS است که در پی حمایت از حقوق بشر در چارچوب کنوانسیون آمریکایی حقوق بشر است، که شکنجه را با جزئیات کمتری ممنوع می‌سازد.
این کنوانسیون همچنین ایالتها را ملزم به اتخاذ اقدامات مؤثر برای جلوگیری از شکنجه در محدوده ایالت می‌کند و امکان استرداد افرادی که متهم به شکنجه هستند را فراهم می‌کند.

## کشورهای امضاکننده
قبل از امضاء کنوانسیون آمریکایی حقوق بشر توسط کشورهای امضاء کننده به منظور جلوگیری از مجازات شکنجه، این کشورها اهداف خود را از این کنوانسیون اعلام می‌کنند و تصدیق می‌کنند این کنوانسیون در واقع ضروری است و بر اساس این توافق هر چیزی تحت عنوان شکنجه و اعمال ظالمانه و غیرانسانی بایستی متوقف شود، چرا که هر اقدام غلطی از این دست علیه حقوق بشر است.

## پروتکل اختیاری ۲۰۰۲
در ۱۸ دسامبر ۲۰۰۲، پروتکل اختیاری کنوانسیون آمریکایی حقوق بشر برای جلوگیری از مجازات شکنجه و سایر رفتارها و مجازاتهای ظالمانه، غیرانسانی یا تحقیرآمیز، به تصویب سازمان ملل متحد رسید و مورد حمایت آن قرار گرفت؛ و به ضمیمه آن یک پروتکل اختیاری ۲۰۰۲ برخلاف کنوانسیون بین آمریکایی صادر شد تا کشورهایی که مردم از آزادی برخوردار نیستند را مورد خطاب قرار دهد.

## کنوانسیون آمریکایی حقوق بشر ۱۹۶۹
کنوانسیون اصلی سازمان کشورهای آمریکایی (O.A.S.)، کنوانسیون آمریکایی حقوق بشر بود که در ۱۹۶۹ برگزار شد. این برنامه در فصل‌های خود نسبت به شکنجه چشم پوشی کرده بود. کنوانسیون آمریکایی حقوق بشر در ۲۲ نوامبر ۱۹۶۹ در کنفرانسی در مورد حقوق بشر در کاستاریکا برگزار کرد. در ماده پنجم از فصل دوم قطعنامه حقوق مدنی و سیاسی می‌گوید که هیچ‌کس نبایستی تحت شکنجه قرار گیرد و افرادی که از آزادی محروم شده‌اند، مانند زندانیان، نبایستی تحت بدرفتاری قرار گیرند.

### کنوانسیون سازمان ملل برای جلوگیری از مقایسه شکنجه
این کنوانسیون نیز مانند کنوانسیون آمریکایی حقوق بشر برای جلوگیری از شکنجه ایجاد شد. کنوانسیون سازمان ملل متحد تصریح می‌کند که هدف از آن مجازات تمامی شکنجه‌هایی که در جاهای مختلف اعمال می‌شود نیست بلکه اطمینان از این است که کشورهای زیر مجموعه سازمان ملل متحد از قطعنامه‌هایی که در طول این کنوانسیون توافق شده است پیروی کنند. هدف اصلی کنوانسیون جلب حمایت کشورهای هم‌پیمان و سایر کشورها از ممنوعیت شکنجه در سطح جهان است.